# 奪魂索
《奪魂索》（英語：Rope）是亞弗列德·希區考克（Alfred Hitchcock）在1948年所執導的電影，亦是希區考克的第一部彩色影片。由詹姆斯·史都華、約翰·道爾、法利·葛倫格等人主演。靈感取材自1924年轟動一時而影響深遠的謀殺案「李奧波德與勒伯案」、以及此案在1929年改編的舞台劇。
《奪魂索》是亞弗列德·希區考克最具實驗性質、前衛且創新的作品。其中最出名的特色，在於它是電影史上第一次嘗試使用連續長鏡頭拍攝作業，80分鐘的電影只有10個鏡頭。此片也以探討費奧多爾·杜思妥也夫斯基和弗里德里希·尼采的著作及學說、以及同性戀、「謀殺的藝術」等題材而獨樹一格。

## 情節概述

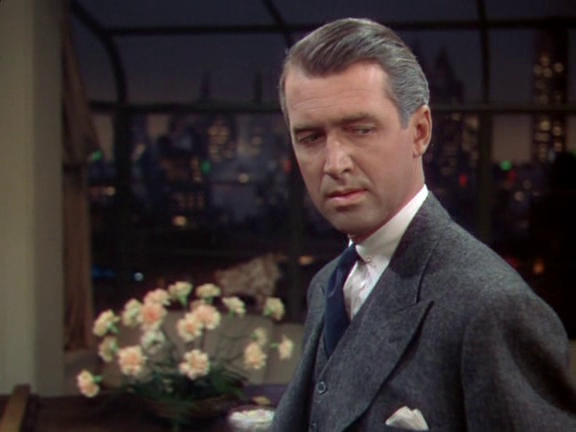
路伯特·卡提爾教授，詹姆斯·史都華飾

甫自哈佛大學畢業的布蘭登·蕭（約翰·道爾）、菲利普·摩根（法利·葛倫格），自認已是不受世俗道德規範的菁英份子，為了實現謀殺做為一種藝術創作，將他們所認定的「劣等人」，大學同學大衛·坎德利，邀至他們的豪華公寓中飲酒、擊昏、用繩索勒死，並把屍體放在藏書用的大型木箱中。
布蘭登和菲利普竟不取消原本在這天傍晚舉辦的一場同學會。他們邀集在哈佛大學時的同學，除了死者大衛以外，女同學珍妮·華克是死者的未婚妻，男同學肯尼斯·勞倫斯是珍妮的前男友，以及死者的父親和姑母，他們偏激的哲學教授路伯特·卡提爾（詹姆斯·史都華）也應邀出席。布蘭登和菲利普把藏屍的大木箱，當做宴客的餐桌，以為這件謀殺的藝術性及刺激性增色。
布蘭登既想逍遙法外，又想他們的藝術品博人稱賞、尤其是路伯特·卡提爾的稱賞（我們的才智雖然不一定能與老師比肩，但是說到行動的魄力及勇氣，可勝過老師了）。他在派對中故意談起路伯特曾與他們討論過的，優等人超越道德規範的理論、以及謀殺的藝術，向眾人暗示大衛可能不會來，又再去攪和珍妮和肯尼斯的關係。
不同於得意洋洋的布蘭登還在盡情發揮，始終處境被動的菲利普顯得越來越慌亂反常。兩人的舉止，看在路伯特的眼裡，懷疑也越來越甚。直到派對結束，客人紛紛散去，路伯特·卡提爾在衣帽間發現縮寫D.K.的帽子，他終於決定採取行動......

## 製片

### 連續長鏡頭

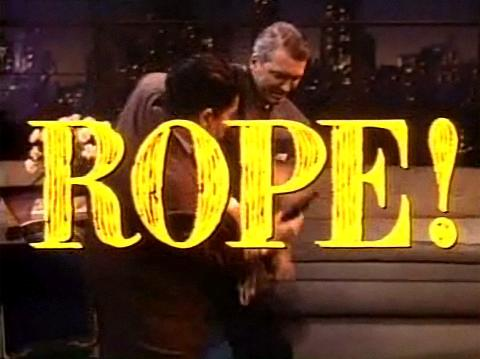
電影預告片

希區考克在本片採用單一鏡頭的手法拍攝，但是當時一捲35毫米長度的電影底片只能錄約10分鐘。所以整部影片分成10個部份連續拍攝，每一部份的時間略少於10分鐘。攝影時，一旦前一捲膠捲用完，就將攝影機停機，鏡頭對準某位演員（或者沙發、牆角）的背影，再換上新的膠捲。此時是彩色電影的早期，攝影機非常龐大，為了遷就攝影機的行動，鏡頭外的道具擺設其實不停的被搬移。
《奪魂索》的懸疑，不在對事件的存疑，而是對劇中人物心理變化的不確定。所以事件的謎底一開始就讓觀眾知道，讓觀眾可以全心貫注於觀察劇中人物，後來希區考克另一部經典《迷魂記》也採取這樣的風格。在《奪魂索》中，觀眾耳裡聽到的對白，不見得是眼中所看到的人事物。亞弗列德·希區考克用鏡頭掌控觀眾的視線──以及心理情緒。此種方式與希區考克另一部电影《後窗》不同，《後窗》大部分是以男主角的主觀鏡頭（POV）呈現。

### 希區考克的客串
希區考克在電影中短暫的客串，出現在影片一開始時，他是街上的行人之一。其後可以從公寓窗口，望見上有希區考克漫畫像的霓虹燈廣告牌。

## 題材

### 李奧波德與勒伯案
1924年兩名學生——19歲的納森·李奧波德、18歲的李察·勒伯被控綁票謀殺一名14歲的少年。

### 同性戀

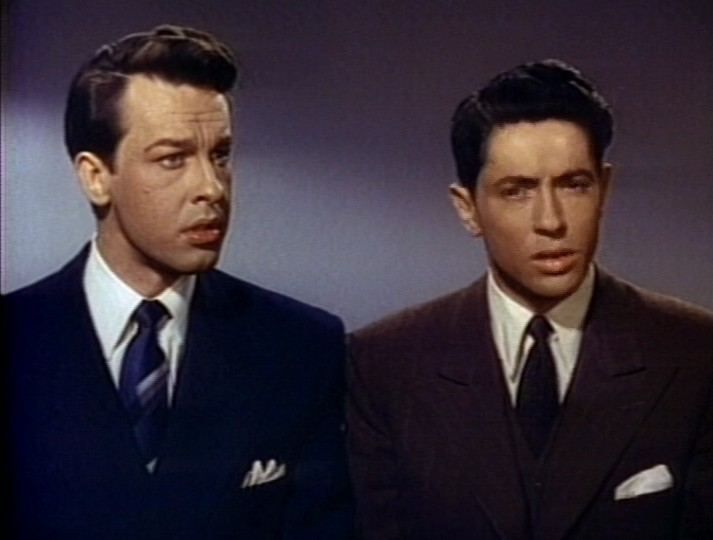
布蘭登·蕭、菲利普·摩根，由約翰·道爾、法利·葛倫格分飾

這部電影的原型主角納森·李奧波德、李察·勒伯是同性伴侶。劇中布蘭登·蕭、菲利普·摩根的同性伴侶關係，則以只可意會不可言傳的方式處理。其實在原始劇本中，布蘭登、菲利普與他們的教授也有同性戀情，考慮到當時的電影檢查尺度而刪改了這一段。
在現實生活中，編劇亞瑟·勞倫斯和演出布蘭登·蕭的約翰·道爾均是同性戀者，而演出菲利普·摩根的法利·葛倫格是同性戀偏向的雙性戀者，還曾經與亞瑟·勞倫斯交往過。劇中菲利普·摩根彈奏的鋼琴曲（Mouvement Perpétuel No. 1），是同性戀作曲家弗朗西斯·普朗克的作品。雙性戀演員卡萊·葛倫、蒙哥馬利·克利夫曾分別被考慮路伯特·卡提爾、布蘭登·蕭的角色，但他們視此舉為「出櫃」所以謝拒。
先前曾與希區考克合作兩次的卡萊·葛倫既不願主演本片，因此開始了希區考克與詹姆斯·史都華的首次合作。詹姆斯·史都華與卡萊·葛倫都分別與希區考克推出4部作品，分別是史都華的《奪魂索》、《後窗》、《擒凶記》、《迷魂記》；與葛倫的《深閨疑雲》、《美人計》、《捉賊記》、《北西北》。

## 臺詞選錄
路伯特·卡提爾（對布蘭登·蕭、菲利普·摩根）：「我得感謝你給我的羞辱，因我已因而確知人各有體，有權自行工作、思考、生活，但對所生存之社會有義務。你憑什麼自認是優秀的少數？你憑什麼說那無辜孩子是次等人，因而受害亦不足惜？你自認是上帝嗎？你勒死他時就這麼想的嗎？你在他的墳上用餐時就這麼想嗎？我不知道你想什麼，你算什麼，但我知道你做了什麼事，你殺人了！你勒死個比你更懂得愛與生活的人......不是我打算怎麼辦，而是社會要怎麼辦你，我也能助一臂之力，你死路一條！」

## 思想背景

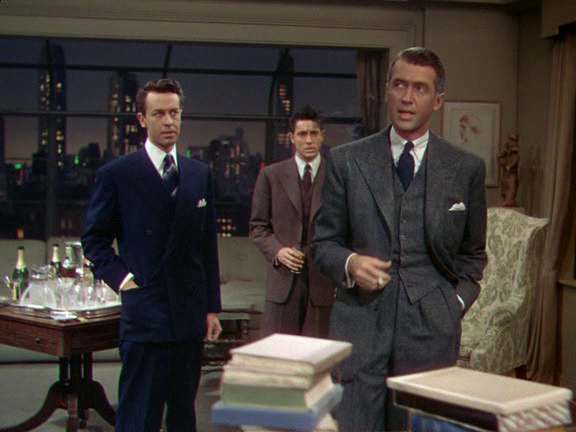
（左起）約翰·道爾、法利·葛倫格及詹姆斯·史都華

### 罪與罰
費奧多爾·杜思妥也夫斯基的《罪與罰》一書在影片中被提及。《罪與罰》的男主角拉斯柯尼科夫具有雙重對立的人格，一方面是有正義感、樂於助人的大學法律系學生，一方面他創造了一種理論：人可以分為兩類，即「不平凡的人」和「平凡的人」。前者能「建構世界」，由於建設前必須破壞，因此不平凡的人犯罪是合理的（他舉拿破崙·波拿巴為例）；而後者是平庸的芸芸眾生，不過是「繁殖同類的材料」和前者的工具。這種論點影響弗里德里希·尼采至深。
然而拉斯柯尼科夫於犯罪後，儘管不斷的為自己尋找合理的藉口，終究受不了良心對他的控訴和懲罰。最後他受到女友蘇妮亞精神的感召，因贖罪而受苦，自信仰得到重生。至此杜思妥也夫斯基也在普世價值、基督教的犧牲救贖等觀點，與尼采的思想分道揚鑣。

### 尼采學說
弗里德里希·尼采的《超人說》是影片中兩名兇嫌的核心思想，尼采在其代表作之一《查拉圖斯特拉如是說》提出此論。尼采鑑於歷史，在當時的社會環境下，有感於神權壓縮了人類活動的能限，甚至否定生命存在的價值，他試圖建構出「超人」（Übermensch）的概念取代神權及舊有的善惡道德標準，以作為對人的理想典範與期許（值得注意的是，尼采終生並未完全放棄宗教信仰）。尼采強調人的不確定性和可塑性，認為生命的本質是不斷超越，因此理想中的超人，是勇於作自我超克及價值重估的人。尼采也認為人類個體是不平等的，但此種不平等是面對超人這一理想終極目標，個體所能達到的生命高度不同，而非法律權益上的不平等。
但是在《奪魂索》中，布蘭登·蕭、菲利普·摩根（對應於真實事件中的李奧波德與勒伯，然而納森·李奧波德、李察·勒伯兩人都是影片中布蘭登、菲利普的混合體）曲解了尼采（劇中化身為路伯特·卡提爾教授）試圖提議給人類正面的生存標竿，卻做為他們自認是超凡之人，可以為非作歹的藉口（時為1948年，二次大戰時期，阿道夫·希特勒的種族滅絕政策令人記憶猶新）。路伯特先前與他的高材生談論過謀殺的藝術，也僅是智力超卓者熱衷的腦力激盪，一種偏激任性的假設遊戲。如今卻造成被害人是他的學生，兩名兇手也是他的學生。這也是卡提爾教授始料未及、痛心疾首，以至愧悔終生。

## 外部連結
- TCM电影资料库上《奪魂索》的资料（英文）
- 爛番茄上《奪魂索》的資料（英文）
- 豆瓣电影上《奪魂索》的資料 （简体中文）
- 互联网电影数据库（IMDb）上《奪魂索》的资料（英文）
- 希區考克維基百科:奪魂索 （页面存档备份，存于）